# 安琦
安 琦（あん き、アン・チィ、An Qi、1981年6月21日 - ）は、中国の大連市出身のサッカー選手。ポジションはゴールキーパー（GK）。

## 来歴
2001年のFIFAワールドユース選手権に中国の代表選手として出場し、以来中国代表に参加している。2002年に開催されたFIFAワールドカップでも中国代表として出場した。

## 所属クラブ
- 広州松日 1999
- 大連実徳 2000-2005
  -  大連長波 2005
- 厦門藍獅 2006-2007
- 長春亜泰 2008-2010

## 代表歴

### 出場大会
- 中国代表
  - 2002 FIFAワールドカップ

### 試合数
- 国際Aマッチ 9試合 0得点（2001年-2002年）[1]

| 中国代表 | 国際Aマッチ | 国際Aマッチ |
| 年       | 出場        | 得点        |
| -------- | ----------- | ----------- |
| 2001     | 5           | 0           |
| 2002     | 4           | 0           |
| 通算     | 9           | 0           |